# Anna Cornelia Carbentus
Anna Cornelia Carbentus (Den Haag, 10 september 1819 – Leiden, 29 april 1907) was een domineesvrouw en de moeder van de kunstschilder Vincent van Gogh (1853-1890).

## Biografie
Carbentus was de dochter van Willem Carbentus, een boekbinder uit Den Haag, en Anna Cornelia van der Gaag. Binnen de familie van Carbentus stonden diverse leden bekend als 'zenuwziek'. Dit maakte haar bezorgd om zowel haar eigen gesteldheid als later die van haar kinderen. Haar latere leven zou vooral in het teken staan van de zorg voor haar naasten. In 1851 trouwde ze met Theodorus van Gogh, een predikant binnen de Nederlandse Hervormde Kerk. Uit dit huwelijk werden zeven kinderen geboren, waarvan een levenloos. Nadat haar eerste kind in 1852 levenloos werd geboren volgde in 1853 de geboorte van Vincent, de latere kunstschilder. Later werden geboren: Anna (1855), Theo (1857), Lies (1859), Wil (1862) en Cor (1867).
Als domineesvrouw volgde Carbentus haar man eerst naar Zundert, in 1871 naar Helvoirt en vier jaar later naar Etten. In 1882 betrok het gezin een domineeshuis in Nuenen. Carbentus zette zich, naast de zorg voor haar eigen gezin, in voor arme gezinnen. In haar vrije tijd besteedde ze aandacht aan onder andere tuinieren en aquarelleren.  Na het onverwacht overlijden van haar man Theodorus, in 1885, verhuisde ze samen met haar dochter Wil eerst naar Breda en later in 1889 naar Leiden.  Carbentus overleefde haar vier zonen en kwam zelf in 1907 na een langdurig lijden te overlijden. Haar schoonzoon Joan van Houten, echtgenoot van Anna, kocht voor haar een graf op begraafplaats Groenesteeg in Leiden. Sinds de jaren negentig van de twintigste eeuw lag er op haar graf een replica van de originele gedenksteen. In 2015 is tijdens een renovatieproject de originele gedenksteen weer gevonden en teruggeplaatst.

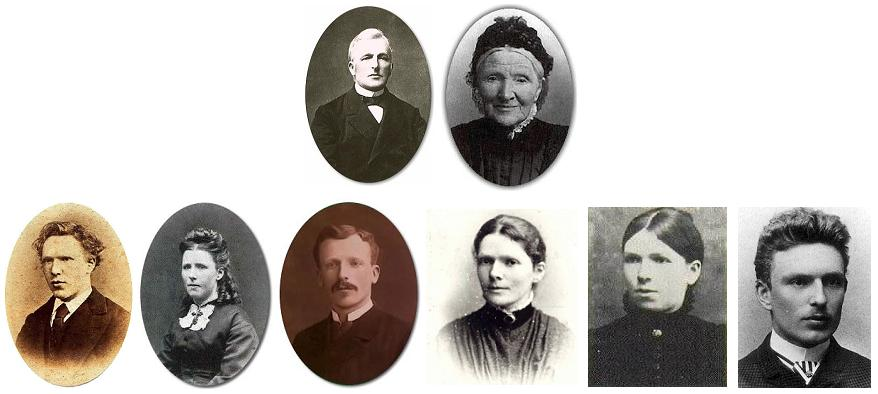
Familie van Gogh
De ouders
Theodorus en Anna Cornelia van Gogh-Carbentus
De kinderen
Vincent van Gogh, Anna Cornelia, Theo van Gogh, Elisabeth Huberta, Willemina Jacoba, Cornelis Vincent

## Portret
Vincent van Gogh maakte in 1888 het bekende Portret van de moeder van Van Gogh. Een portret dat hij maakte naar aanleiding van een zwart-witfoto van haar.
- Biografisch Portaal: 92121236
- Gemeinsame Normdatei: 1351174835
- RKD-Nederlands Instituut voor Kunstgeschiedenis: 494217
- Virtual International Authority File: 96332265